# Piper caninum
Piper caninum är en pepparväxtart som beskrevs av Carl Ludwig von Blume. Piper caninum ingår i släktet Piper och familjen pepparväxter. Inga underarter finns listade i Catalogue of Life.